# Ястребов, Иван Степанович
Иван Степанович Ястребов (27 января 1839, Громушка Козловского уезда Тамбовской губернии — 8 января 1894, Салоники) — действительный статский советник, русский дипломат, историк и этнограф-балканист.

## Биография
Иван Степанович Ястребов родился 27 января 1839 года в семье священника. Воспитывался сначала в Астраханской духовной семинарии (1860), а потом в Казанской духовной академии (1860-1864).
Со степенью кандидата поступил в 1864 году в учебное отделение восточных языков при Азиатском департаменте МИД Российской империи.
Секретарь консульства в Скадаре и консул в Призрене, с 1886 года до кончины, генеральный консул в Салониках.
Кавалер орденов Святого Станислава 2-й степени, Святой Анны 2-й степени и Святого Владимира 3-й и 4-й степеней; имел иностранные ордена и большую золотую медаль «за труды по этнографии и статистике». Все своё имущество и библиотеку завещал сербской гимназии города Призрена.

## Этнография
Труд Ястребова по славянской этнографии и литературе «Обычаи и песни турецких Сербов в Призрене, Ипеке, Мораве и Дибре» (СПб., 1866, VII + 498 стр., второе, значительно дополненное издание СПб., 1889, XXIV + 626 стр.) вызвал ожесточенную критику болгар за «просербскую» позицию автора по Македонскому вопросу.